# Ribera de Arriba
Ribera de Arriba (Asturian: La Ribera) là một đô thị trong cộng đồng tự trị của Công quốc Asturias, Tây Ban Nha. 

## Giáo khu
- Ferreros
- Palombar
- Perera
- Soto Ribera
- Teyego